# Anta de São Brissos
Pour les articles homonymes, voir Anta (homonymie).
Anta de São Brissos est un dolmen datant du Néolithique situé près de la municipalité de Montemor-o-Novo, dans le district d'Évora, en Alentejo.

## Situation
Le mégalithe est situé dans la freguesia de Santiago do Escoural (pt), à environ 3 km à l'ouest de Mora, à proximité de la route CM1079.

## Description
La chambre sépulcrale du dolmen, de forme polygonale, mesure environ 4 m de diamètre pour une hauteur d'environ 3 m.

## Histoire
Au XVIIe siècle, le dolmen est christianisé et transformé en chapelle,.
Le dolmen-chapelle est déclaré Monumento Nacional en 1910.